# Biomimikrija u energetici

## Uvod
Biomimikrija (bio-život; mimesis-oponašati) je nova grana znanosti koja se bavi proučavanjem najboljih dizajna i idejnih rješenja koja se mogu pronaći u prirodi. Te ideje i postupci se onda oponašaju i koriste u rješavanju različitih problema u drugim granama znanosti (medicina, energetika, itd.) Biomimikriju bi jednostavno mogli opisati kao skup inovacija inspiriranih prirodom. Osnovna ideja iza biomimikrije jest da je priroda, domišljata po potrebi, riješila veliki broj problema s kojima se moderno društvo danas susreće. Životinje, biljke i mikrobi su pronašli rješenja koja funkcioniraju, a ono što je najvažnije koja su održiva za planet Zemlju. Nakon 3,8 milijarda godina evolucije, odnosno istraživanja i razvoja metodom pokušaja i promašaja, priroda je došla do genijalnih rješenja koje pronalazimo svuda oko nas. Zadaću koju čovječanstvo mora naučiti od prirode jest put k održivom razvoju.
Naziv biomimikrija pojavio se je 1982., a popularizirana je 1997. izdavanjem knjige Biomimicry: Innovation Inspired by Nature autorice Janine Benyus

## Energija vjetra

### Lopatice vjetroturbina izrađene prema modelu peraja Grbavog kita
Kanadska tvrtka Whale Power dizajnirala je lopatice vjetroelektrana kao i lopatice industrijskih ventilatora tako da imitiraju izbočine na perajama grbavih kitova – točnije kvržice koje se nalaze na samom rubu peraja. Te kvržice izrazito povećavaju aerodinamičnu učinkovitost. Testiranja su pokazala da takve peraje imaju 32% manji otpor kretanju kroz fluid kao i 8% veći uzgon od onih peraja koje nemaju kvržice. Kut udara peraja s kvržicama može biti do 40% strmiji nego kod peraja bez kvržica prije zaustavljanja, tj. može doći do izrazitog smanjenja u uzgonu i naglog povećanja otpora kretanja peraje kroz fluid. To ima za posljedicu da do zaustavljanja dolazi postepeno, a ne naglo. 
U kompaniji tvrde da turbine s lopaticama koje će oponašati kvržice na perajama grbavih kitova mogu proizvoditi el. energiju iz vjetrova manjih brzina, tj. pri onim brzinama vjetra kod kojih se konvencionalne elise prestaju vrtjeti ili stoje. U kompaniji se nadaju da će to za posljedicu imati povećanje povoljnih lokacija za gradnju velikih vjetroparkova.

## Energija sunca

### Poboljšavanje fotonaponskih ćelija
Znanstvenici proučavaju način na koji morske spužve dobivaju jednostavne anorganske materijale kao silicij iz silicijske kiseline koju pronalazimo u morskoj vodi. Ti anorganski materijali su im potrebni za izgradnju u komplicirane nano- i mikrostrukture. Znanstvenici se nadaju da će time omogućiti proizvodnju solarnih panela pomoću kupki s reagirajućim tvarima umjesto dosadašnjeg postupka koji zahtjeva veliku potrošnju energije (pri izradi PV potrebne su visoke temperature) kao i skupa postrojenja za proizvodnju poluvodiča. Postupak koji se sada testira koristi cinkov oksid umjesto silicija za proizvodnju primitivnih solarnih ćelija
Tim znanstvenika predvođenih dr. Marianom Plotkinom, radeći u Izraelu i u Velikoj Britaniji, otkrio je da je stršljen točnije vrsta Vespa Orientalis za razliku od ostalih osa i pčela daleko aktivnija u poslijepodnevnim satima nego ujutro kada je sunce tek na izlasku. Znanstvenici su također uočili da stršljeni radilice daleko intenzivnije kopaju gnijezda kad je sunčevo zračenje jače. Promatrajući pod elektronskim mikroskopom strukturu epiderme kod stršljena kao i čvrstog sloja od koje je izgrađen egzoskelet ustanovljeno je da je smeđi dio kutikule izrađen od kanalića (veličine od samo 160 nanometara)  koji raspršuju svjetlost u divergirane zrake. Žuta traka na abdomenskom dijelu je izrađena od ovalnih izbočina, od kojih svaka sadržava malu udubinu. Sve izbočine su od otprilike 50 nanometara, te se međusobno spajaju. Kutikula također sadrži i pigment xanthopetrin koji pretvara svjetlost (divergirane zrake) u energiju. Ono što je zadivljujuće kod ovog procesa kao i kod fotosinteze je da priroda koristi samo osnovne građevne materijale (kisik, vodik, dušik, ugljik, itd.) i reakcije na bazi vode pri okolišnoj temperaturi za učinkovitu proizvodnju energije

### Učinkovitije solarne termalne elektrane
Solarne termalne elektrane koriste koncentriranu sunčevu energiju za proizvodnju topline koja pokreće toplinski stroj koji onda generira el. energiju. Jedan od načina proizvodnje el. energije je pomoću usmjeravanja sunčeve svjetlosti ogledalima ili pomoću leća (heliostata) na solarni toranj. Jedno od mogućih poboljšanja učinkovitosti solarnih tornjeva dolazi iz biomimikrije, a tiče se rasporeda leća za koncentriranje sunčeve svjetlosti. Implementiranjem spiralne formacije pronađene kod suncokreta (u cvijetku, ne u rasporedu latica) je rezultiralo većim prinosom energije kao i manjom potrebnom površinom za leće. U siječnju 2012. godine istraživači s RWTH Aachen University-a u suradnji s MIT-om su proizveli kompjutorski model za koji vjeruju da bi mogao utrti put poboljšanom dizajnu koncentriranih solarnih sistema. Model je promijenio izgled s konvencionalne strukture koncentričnih krugova na izgled baziran na Fermatovoj spirali.  
U svijetu botanike raspored lišća na stabljici biljke je uobičajeno strukturiran tako da se dobije najveći mogući odnos stabljike i cvijeta u odnosu na svoju okolinu. Na primjer kod suncokreta su cvijetkovi poslagani u Fermatovu spiralu tako da je jedan cvijetak od drugog udaljen za točno 137.5o. Taj kut je poznat i kao zlatni kut, tj. oštri kut koji nastaje kada se 360o (puni krug) podijeli zlatnim rezom. Ta idealna proporcija omogućava učinkovitost kao i lijep izgled. Istraživači s Aachen University-ja i MIT-a kažu da ako bi se primijenila Fermatova spirala, tj. leće postavile pod zlatnim kutom došlo bi do 10 postotne uštede prostora bez smanjenja učinkovitosti solarnih tornjeva.

### Ideja za poboljšanje solarnih ćelija i pohranjivanje energije
Leptir je bio inspiracija za nedavna otkrića u poboljšanju skupljanja sunčeve energije kao i njezinog skladištenja. Krila leptira su izrazito osjetljiva ali opet pohranjuju sunčevu energiju na učinkovit i sofisticirani način, pomažući leptiru da zadrži toplinu. Istraživači se nadaju da će razumijevanjem principa pohrane energije unutar leptirovih krila to znanje moći primijeniti na tankim filmovima solarnih ćelija i za dobivanje vodika kao oblika pohrane energije. Profesor Tongxian Fan s Research Institute of Composite Materials na Shanghai Jiaotong University u Kini je objavio svoje istraživanje o krilima leptira kao sredstvu za pohranu sunčeve energije, a u svojem istraživanju je koristio crnog leptira. Korištenjem elektronskog mikroskopa otkriveno je da je razmjer strukturiranja unutar krila leptira daleko složeniji nego što se prvobitno mislilo. Iako postoji mala varijacija u strukturiranju između različitih vrsta leptira, postoje i zajednička obilježja. Ta obilježja su: prisutnost izduženih pravokutnih ljuski koje se međusobno preklapaju i otvori koji vode do temeljnog sloja te se protežu duž cijele strukture. Raspored osigurava da leptir zadrži najveću moguću količinu dozračene sunčeve energije. Strme stjenke ljuski hrbata apsorbiraju sunčevu energiju većih valnih duljina, dok otvori uokolo hrbata dozvoljavaju prolaz sunčevoj energiji nižih valnih duljina do baznog sloja. Korištenjem prave strukture krila leptira (vrste Papilio Helenus) kao predloška, profesor Fan i njegov istraživački tim umočili su modele krila u otopinu titana te ih kalcinirali i naknadno oljuštili pomoću nanočestica platine. Testiranje tog modela krila, tretiraniog spojem katalizatora, rezultiralo je dvostruko većom proizvodnjom vodika. To znači da će pohranjivači energije,  pomoću ovog tretiranog katalizatora rezultirati dvostruko većom brzinom cijepanja molekula vode na vodik i kisik, te ohrabreni ovim uspjehom dobiti dodatni poticaj za daljnji razvoj. Pošto je sunčeva energija intermitentan izvor njezin puni potencija još nije ostvaren zbog nedovoljno razvijenih metoda pohrane energije. S ovim otkrićem smo korak bliže dostupnosti sunčeve energije 24 sata dnevno.

## Vanjske poveznice
- Biomimicry Institute
- Ask Nature - Biomimicry Design Portal
- Biomimetic MicroElectronic Systems at the University of Southern California
- Centre for Biomimetics at the University of Reading  Arhivirana inačica izvorne stranice od 25. rujna 2012. (Wayback Machine)
- Biomimetics and Natural Technologies Group at the University of Bath
- Biomimetic Robotics Lab at Stanford University
- The Biomimetics Laboratory at the University of Auckland  Arhivirana inačica izvorne stranice od 18. prosinca 2012. (Wayback Machine)
- Biomimetics for Innovation and Design Laboratory at the University of Toronto  Arhivirana inačica izvorne stranice od 14. travnja 2013. (Wayback Machine)
- Biomimetics Advanced Concepts Team at the European Space Agency
- Biomimetic Devices Laboratory at Tufts University
- Molecular Biomimetics, Sarikaya Research Group at the University of Washington  Arhivirana inačica izvorne stranice od 22. listopada 2012. (Wayback Machine)

### Video zapisi
- Sex, Velcro and Biomimicry with Janine Benyus
- Janine Benyus: Biomimicry in Action  Arhivirana inačica izvorne stranice od 3. travnja 2010. (Wayback Machine) from TED 2009
- Design by Nature - National Geographic  Arhivirana inačica izvorne stranice od 21. ožujka 2008. (Wayback Machine)
- Michael Pawlyn: Using nature's genius in architecture from TED 2010
- Robert Full shows how human engineers can learn from animals' tricks from TED 2002
- The Fast Draw: Biomimicry from CBS News